# Web Application Firewall
Eine Web Application Firewall (WAF) oder Web Shield ist ein Verfahren, das Webanwendungen vor Angriffen über das Hypertext Transfer Protocol (HTTP) schützen soll. Es stellt damit einen Spezialfall einer Application Layer Firewall (ALF) oder eines Application Layer Gateways (ALG) dar.
Gegenüber klassischen Firewalls und Intrusion-Detection-Systemen (IDS) untersucht eine WAF die Kommunikation auf der Anwendungsebene. Dazu ist normalerweise keine Änderung an der zu schützenden Web-Anwendung nötig.

## Schutz
Angriffe, vor denen eine WAF Schutz bieten soll:
- „Injection“-Angriffe
  - Command Injection
  - LDAP Injection
  - Script Injection
  - SQL Injection
  - XPath Injection
- Cross-Site Scripting (XSS)
- Hidden Field Tampering
- Parameter Tampering
- Cookie Poisoning
- Pufferüberlaufangriffe
- Forceful Browsing
- Unberechtigter Zugriff auf Web-Server
- Bestimmte bekannte Verwundbarkeiten von Web-Anwendungen

## Funktionsweise
Die WAF untersucht alle eingehenden Anfragen und die Antworten des Web-Servers. Bei verdächtigen Inhalten wird der Zugriff unterbunden. Zur Klassifizierung gefährlicher oder verbotener Aktionen wird häufig in einer vorgeschalteten Lernphase ein Application Security Scanner eingesetzt. Dieser analysiert, oft im Dialog mit einem Nutzer, die Anwendung und erzeugt daraus Profile für zulässige Aktionen. Alternativ werden durch eine Art Crawler oder auch Application Security Scanner die Webseiten der Webapplikation angesteuert und enthaltene Formularfelder durchprobiert. Die Applikation läuft in dem Fall in einer Art passivem Modus, das heißt, erlaubte und nicht erlaubte Eingaben werden in einer Logdatei festgehalten. Der Administrator kann anhand der Logdatei sehen, welche Aktionen in einem scharfen Betrieb blockiert würden, und kann diese bei Bedarf selektiv freischalten, indem er Sonderregeln einrichtet. Die konkreten Verfahren variieren von Anbieter zu Anbieter.
Sind beispielsweise zwei Parameter für ein untersuchtes Formular definiert, kann die WAF alle Requests blockieren, die drei oder mehr Parameter enthalten. Ebenso kann die Länge und der Inhalt der Parameter geprüft werden. Durch die Spezifikation allgemeiner Regeln über die Parameter-Beschaffenheit, z. B. der maximalen Länge und des erlaubten Wertebereichs, können Angriffe verhindert oder für den Angreifer erschwert werden.

## Arten
Es werden folgende Arten aufgrund ihrer Position in der Netzwerk- und Servertopologie unterschieden:
- Reverse Proxy
- Appliance
- direkt im Webserver integriert (z. B. Hiawatha)
- Plugin für Webserver
- Passives Gerät (IDS)

Durch ihre zentrale Position ist eine WAF ein idealer Kandidat, um – ähnlich wie bei einer Firewall – alle Anforderungen („requests“) an eine Applikation zu untersuchen und gegebenenfalls zu korrigieren oder zu verwerfen.

## Vorteile
- Mehrere Ebenen des Schutzes (zusätzlicher Schutz zu vorhandenen Filtern in der Anwendung)
- Sicherheitslücken können gleichzeitig für mehrere Anwendungen hinter der WAF geschlossen werden
- Schutz von Anwendungen, die nicht mehr aktualisiert werden können (Altsysteme)
- Möglichkeit zum Schutz von verwundbaren Anwendungen anderer Anbieter, bis dieser sie selbst repariert

## Nachteile
- Durch Unterschiede bei der Request-Bearbeitung sind neue Angriffe möglich (beispielsweise HTTP Request Smuggling)
- Störung des Betriebs durch zu restriktive oder falsch konfigurierte Filter
- Anwendungen, die aktive Inhalte auf Seiten des Clients einsetzen (z. B. JavaScript) werden schlecht unterstützt oder erfordern einen erheblichen Konfigurationsaufwand
- Der Einsatz einer WAF kann zu Unachtsamkeit bei der Entwicklung der Anwendung verleiten – eine WAF ist jedoch kein Ersatz für eine sichere Anwendung